# نوانخانه

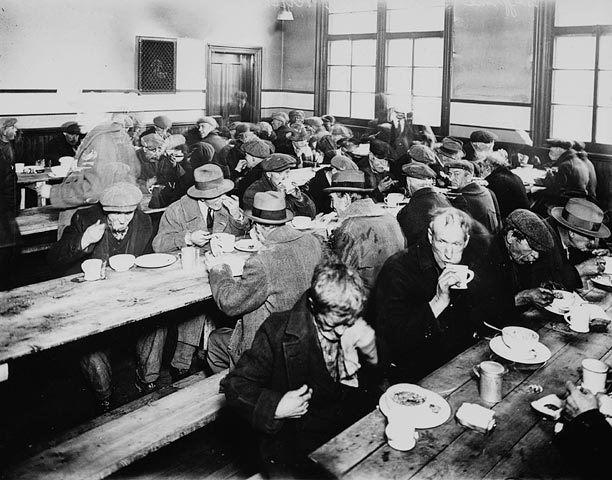
نوانخانه‌ای در مونترآل کانادا در سال۱۹۳۱

نوانخانه (به انگلیسی: Soup kitchen)، جایی است که در آن به گرسنگان غذای ارزان یا رایگان داده می‌شود. اغلب آنها در محله‌های کم‌درآمد قرار دارند و اغلب افرادی از سازمان‌های داوطلبانه مانند گروه‌های کلیسا یا گروه‌های اجتماعی در آنجا کار می‌کنند. نوانخانه گاهی غذا را از یک بانک غذا به صورت رایگان یا با قیمت پایین دریافت می‌کند، زیرا آنها به عنوان یک سازمان خیریه در نظر گرفته می‌شوند، که موجب می‌شود به افراد زیاد نیازمند خدمات‌رسانی کند. وضعیت نواخانه‌ها در انگلیس به گونه ای سخت و مشکل بود و کودکان را به سخت‌ترین روش بکار می‌گرفتند که گاهی بعضی از افراد در آنجا مرگ را بر زندگی ترجیح می‌دادند.
بسیاری از نوانخانه‌های تاریخی و مدرن فقط سوپ و تکه‌ای نان می‌دهند. اما چندین مؤسسه که نام نوانخانه روی خودشان گذاشته‌اند انواع دیگری از غذاها را هم سرو می‌کنند، بنابراین دانشمندان علوم اجتماعی بعضی اوقات آنها را هم همراه با آژانس‌های مشابهی که برای رفع گرسنگی غذاهای گرم زیاد و متنوعی فراهم می‌کنند، مورد بحث قرار می‌دهند.
در حالی که هزاران سال است که جوامع مختلف از روش‌های گوناگونی برای به اشتراک گذاشتن غذا با افراد گرسنه استفاده کرده‌اند، اولین نوانخانه به معنای جدید ممکن است در اواخر قرن هیجدهم ظهور کرده باشد. در اواخر قرن نوزدهم در تعدادی از شهرهای آمریکایی و اروپایی نوانخانه‌هایی پیدا می‌شدند. در ایالات متحده و جاهای دیگر نوانخانه‌ها بیشتر در قرن بیستم در دوران رکود بزرگ اهمیت یافتند. پس از جنگ جهانی دوم که شرایط اقتصادی بهبود یافت، نوانخانه‌ها حداقل در اقتصادهای پیشرفته کمتر مورد استفاده قرار گرفتند. در ایالات متحده در دههٔ ۱۹۸۰ که رفاه اقتصادی کاهش یافت، استفاده از نوانخانه‌ها دوباره از سر گرفته شد.
در قرن بیست و یکم، بدنبال افزایش جهانی قیمت مواد غذایی که در اواخر سال ۲۰۰۶ آغاز شد، استفاده از نوانخانه‌ها در ایالات متحده و هم اروپا گسترش یافت. با شروع رکود بزرگ و بدتر شدن وضعیت اقتصادی افراد کم درآمد تقاضا برای خدمات نوانخانه‌ها افزایش یافت. در بیشتر اروپا تقاضا پس از معرفی سیاست‌های ریاضت اقتصادی از سال ۲۰۱۰ افزایش یافته‌است.

## تاریخچه
تشخیص زمان دقیق ظهور اولین نوانخانه‌ها بسیار دشوار است. در سراسر تاریخ، همیشه جوامع برای تغذیه گرسنگان تعهدی اخلاقی احساس کرده‌اند. سیمون وی فیلسوف نوشت: «تغذیه گرسنگان زمانی که یک فرد برای انجام این کار منابع لازم را داشته باشد، مشخص‌ترین تعهد همه است». او همچنین گفت: «اگر به عقب تا زمان مصر باستان هم برگردیم، اعتقاد بر این بود که مردم برای بیمه کردن زندگی پس از مرگ خود باید ثابت کنند که به گرسنگان کمک کرده‌اند.» سوپ به مدت طولانی یکی از اقتصادی‌ترین و ساده‌ترین راه‌ها برای تأمین مواد مغذی تعداد زیادی از مردم بوده‌است.
کارل پولانی، مورخ اجتماعی، نوشت: «پیش از اینکه در قرن نوزدهم، بازارها به شکل غالب سازمان‌های اقتصادی دنیا تبدیل شوند، اکثر جوامع انسانی عموماً یا همگی با هم گرسنگی می‌کشیدند یا هیچ‌کس گرسنه نمی‌ماند؛ زیرا جوامع به‌طور طبیعی غذای خود را به اشتراک می‌گذاشتند. همان‌طور که بازار شروع به جایگزینی شکل‌های قدیمی‌تر تخصیص منابع مانند: باز توزیع، معامله کالا به کالا و خودبسندگی کند، معمولاً سطح کلی امنیت غذایی جامعه افزایش می‌یابد. اما ناامنی غذایی می‌تواند برای فقیرترین بخش جامعه بدتر شود و نیاز به روش‌های رسمی بیشتری برای تأمین غذای آنها ایجاد می‌شود.از
دوران باستان متأخر کلیساهای مسیحی به‌طور سنتی برای گرسنگان تهیه می‌کردند، و تغذیه آنها به‌طور عمده به شکل سوپ بود.

## ظهور نوانخانه‌های جدید

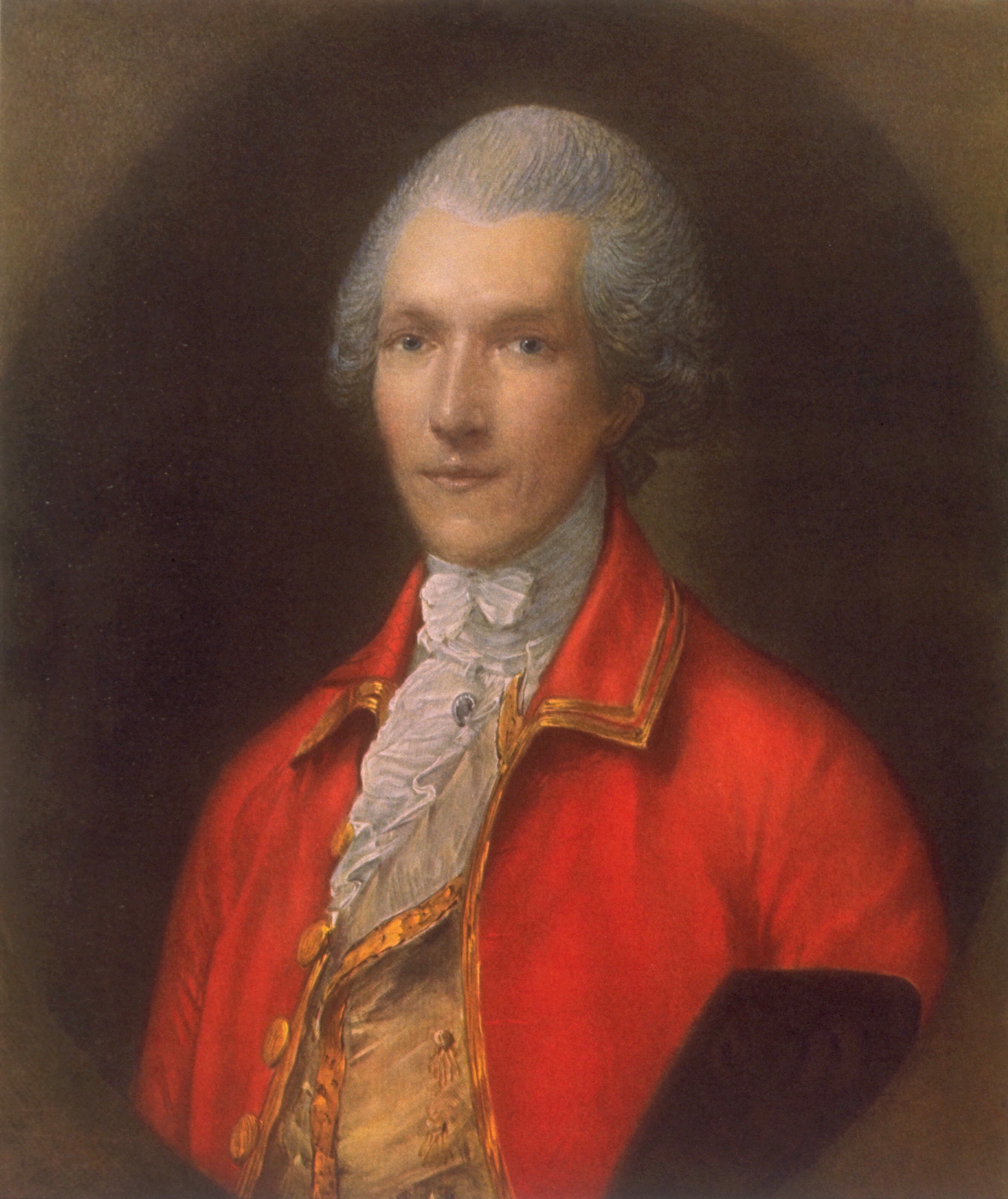
سر بنجامین تامسون اثر: توماس گینزبارو، ۱۷۸۳.

نخستین نوانخانه‌ها توسط مخترع سِر بنجامین تامسون تأسیس شد، او کسی بود که در دهه ۱۷۹۰ به عنوان معاون چارلز تئودور، امیر انتخابگر باواریا استخدام شده بود. تامسون پناهندهٔ وفادار آمریکایی از نیو انگلند بود، او مخترعی بود که باواریا با دادن عنوان کنت رامفورد از او تجلیل کرده بود.کنت از طرفداران برجستهٔ رهایی از گرسنگی بود، و جزوه‌هایی را در مورد آن می‌نوشت که به‌طور گسترده‌ای در سراسر اروپا خوانده شدند.
پیام او به‌ویژه در بریتانیا به خوبی دریافت شد. او قبلاً برای چندین سال در آنجا مقام ارشد دولتی داشت و به عنوان «کلنل» شناخته می‌شد. به تازگی در بریتانیا، به دلیل نقش اصلیش در پیشبرد انقلاب صنعتی، نیازی فوری برای کمک به تهیه غذا ایجاد شده بود. در حالیکه پیشرفت تکنولوژیکی و اصلاحات اقتصادی به سرعت در حال افزایش رفاه عمومی بود، شرایط فقرا اغلب بدتر می‌شد، چون که روش‌های سنتی زندگی از هم پاشید. در سال‌های پایانی قرن هیجدهم، نوانخانه‌ها بر اساس اصول پیشنهادی رامفورد در سراسر انگلستان، ولز و اسکاتلند یافت می‌شد، که حدود ۶۰٬۰۰۰ نفر آنها روزانه در لندن غذا می‌خوردند.
در حالیکه نوانخانه‌ها به خوبی مورد توجه قرار گرفته بودند، عده‌ای هم به خاطر جمع کردن آدم‌های آواره در یک جا و تشویق آنها به وابستگی از نوانخانه‌ها انتقاد می‌کردند. با اصلاحیه قانون فقرا در سال ۱۸۳۴ نوانخانه‌ها همراه با سایر اشکال کمک، به جز کارگاه‌ها در بریتانیا غیرقانونی شدند.

## برای مطالعهٔ بیشتر
- Glasser, Irene (2004). "Soup kitchens".  In David Levinson (ed.). Encyclopedia of Homelessness. SAGE Publications. pp. 525–7. ISBN 0-7619-2751-4.